# Mary Gilmore Williams
Mary Gilmore Williams (Urbana (Nueva York), 9 de junio de 1863-Corning (Nueva York), 30 de mayo de 1938), fue una catedrática universitaria estadounidense, impartió clases de Griego en Mount Holyoke College de 1898 a 1929, y realizó un estudio sobre emperatrices romanas.

## Educación y primeros años
Mary Gilmore Williams nació en Urbana (Nueva York) y creció en Corning (Nueva York). Era hija de Francis Asbury Williams, abogado, y de Letitia Jane Clark Williams.
Williams se graduó en Mount Holyoke Seminary en 1885. En 1897 terminó sus estudios de doctorado en la Universidad de Míchigan, siendo la primera mujer a la que se le otorgó el premio Elisha Jones Classical Fellowship, y una de las primeras mujeres en completar un doctorado en Míchigan. Realizó estudios posdoctorales en la American School for Classical Studies en Roma.

## Carrera
Williams dio clases de Latín en Kirkwood Seminary y en Lake Erie College de 1889 a 1894. También dio clases de Griego en Mount Holyoke College desde 1898, obteniendo el puesto de Catedrática en 1902. Se jubiló en 1929 siendo directora del departamento de Griego. Realizó un estudio sobre la vida de las emperatrices Romanas Julia Domna y Julia Avita Mamaea, que se publicó en 1902, y que todavía, más de un siglo después, se sigue citando en estudios clásicos. Fue miembro del Instituto Arqueológico de América, la Asociación Filológica americana, y la Asociación Clásica de Nueva Inglaterra.

## Vida personal
Williams vivió con su madre y su hermano en Corning durante gran parte de su vida adulta. Falleció allí en 1938, a los 74 años, y su tumba se encuentra en Hope Cementery, en Corning.